# Gönnersdorf (près Bad Breisig)
Pour les articles homonymes, voir Gönnersdorf.
Gönnersdorf est une municipalité allemande située dans le land de Rhénanie-Palatinat et l'arrondissement d'Ahrweiler.

## Source
- (de) Cet article est partiellement ou en totalité issu de l’article de Wikipédia en allemand intitulé « Gönnersdorf (bei Bad Breisig) » (voir la liste des auteurs).